# アーレイ・バーク級ミサイル駆逐艦
アーレイ・バーク級ミサイル駆逐艦（アーレイ・バークきゅうミサイルくちくかん、英語: Arleigh Burke-class destroyer）は、アメリカ海軍のミサイル駆逐艦の艦級。元来は防空艦の任務を想定していたが、戦略環境の変化に伴い、現在では、海賊の取り締まりやトマホークによる対地攻撃など、様々な任務を遂行している。高価なイージス艦ではあるが、効率的な設計により、実に70隻以上にもおよぶ大量建造を実現した。これは、第二次世界大戦後にアメリカ海軍が建造した水上戦闘艦としては最多である。
2005年にスプルーアンス級が全艦退役したため、アメリカ海軍が保有する駆逐艦は本級とズムウォルト級のみである。タイコンデロガ級ミサイル巡洋艦の減勢もあって、本級のフライトIIIは対空戦指揮艦を担うことが増えると想定されたことから、艦長には大佐が充てられる事となった。

## 来歴

### DDX研究

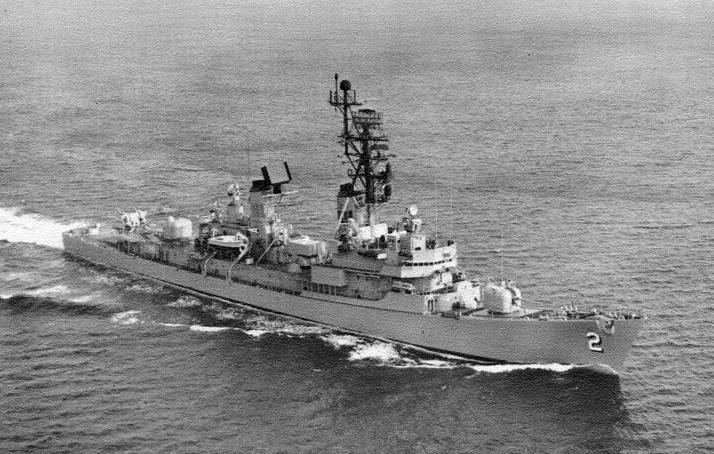
チャールズ・F・アダムズ級

1970年代後半、アメリカ海軍は、1980年代から1990年代にかけて艦齢30年に達する58隻に及ぶ防空艦を更新するための新しい駆逐艦の計画に着手した。更新対象とされていた艦と、艦齢30年に達するタイミングは下記の通りであった。
- ジョン・P・ジョーンズ級（フォレスト・シャーマン級DDG改装型）×4隻：1983年度
- チャールズ・F・アダムズ級×26隻：1989～93年度、また近代化改修を受けていた3隻は1997・8年度
- ファラガット級×10隻：1990～92年度
- ロング・ビーチ：1999年度
- リーヒ級×9隻：1992～4年度
- ベインブリッジ：1999年度
- ベルナップ級×9隻：1995～8年度
- トラクスタン：1997年度

1978年度より、新しいイージス艦であるタイコンデロガ級ミサイル巡洋艦の整備が開始されていたが、これは極めて高コストの艦であり、このように膨大な所要を満たすことは困難であった。また、同級はもともと、5,000トン級の小型安価なイージス駆逐艦（DG/Aegis）を起源としつつも大型化を繰り返し、9,000トン級の巡洋艦へと発展していったという経緯もあり、イージス艦を小型安価に収めることの困難さは明らかであった。
このことから、海軍作戦部長府（OpNav）において1978年5月よりフォンテーン少将の指揮下に設置されたDDX研究グループにおいては、ゼロベースでのコンセプト開発が行われた。この研究では、タイコンデロガ級とキッド級ミサイル駆逐艦、スプルーアンス級駆逐艦、オリバー・ハザード・ペリー級ミサイルフリゲートという4つの現用艦を含めて、11の試案が作成された。これらの試案は全て62口径76mm単装速射砲を艦砲としていたが、その他の装備については極めて多彩であり、ペリー級の船体を延長してVLSを追加しただけの満載4,690トンの案（FCSはMk.92のみ）から、タイコンデロガ級からヘリコプター格納庫と52番砲を省くなどしてダウングレードした満載9,060トンの案（イージス艦）まであった。

### DDGX研究とDDG-51

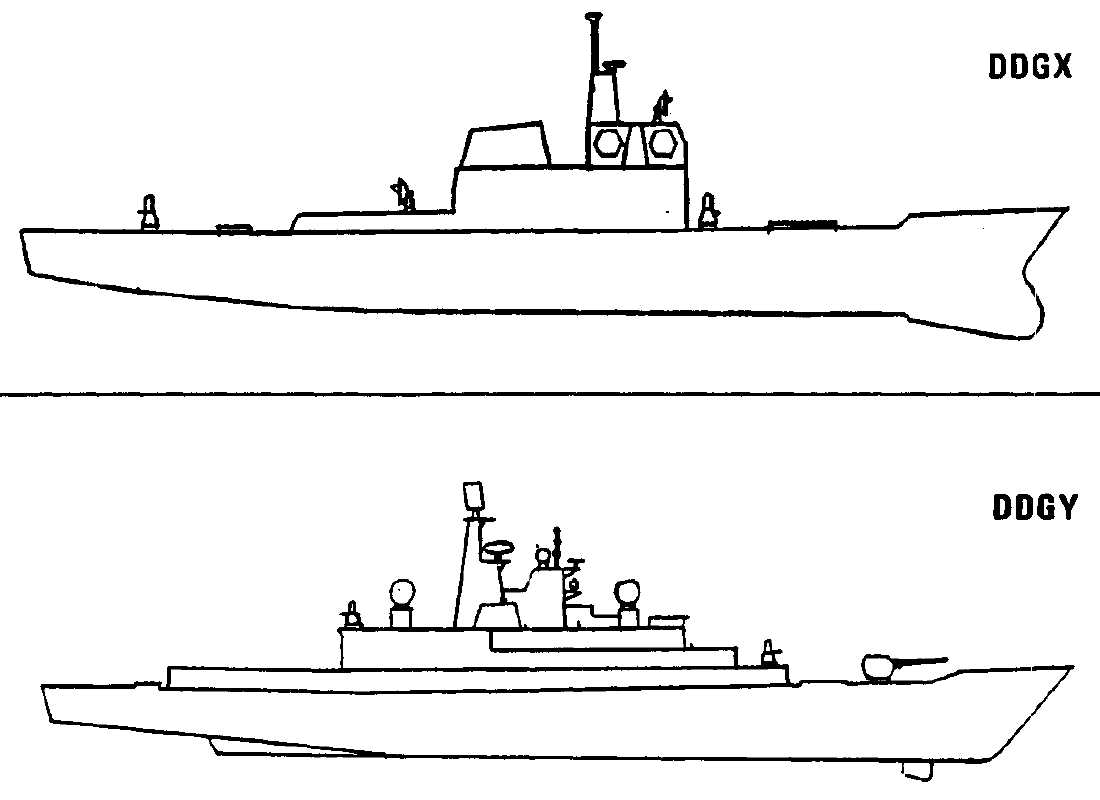
DDGXとDDGYのコンセプト図

その検討結果は1979年6月に報告され、これを踏まえて、8月より、海軍作戦部長トーマス・ヘイワード大将は、次期ミサイル駆逐艦DDGXの研究を開始させた。DDGX研究にあたって、海軍作戦部長は「戦闘能力を最優先」「取得性・性能・残存性の重視」「艦隊における分散的攻撃力としての寄与」を方針としてかかげた。これに基づき、DDGXは排水量3,500～7,800トン（5,500～6,500トンが望ましい）で、コンセプトは下記のように策定された。
1. 攻勢的な長射程のウェポン・システム
2. イージスシステムに準ずる強力な対空戦システム
3. 船体装備ソナーおよび対潜哨戒ヘリコプター
4. 29ノット以上の速力および5,000海里の航続距離
5. 十分に強力な残存性

DDGXの実行可能性研究は、通例通りNAVSEAによって行われた。この研究の対象となる試案は、巡洋艦級（Ship 1）、先進的な電気推進艦（Ship 2）、中型艦（Ship 3）、小型艦（Ship 4）、そしてVLS搭載フリゲート（Ship 5）にカテゴリ分けされたが、実際には1、3、5番目の艦のみが開発された。この研究は、トレードオフ分析によって、1990年代において最適な水上戦闘艦のコンセプトを策定するためのもので、SPY-1に代わってCバンド・レーダーや回転式のレーダー、更にはターター-Dシステムまで検討の俎上に載せられるほどであった。これらの試案は1979年12月までには完成し、1980年1月に報告された。海軍資材部長は7,400トンのイージス艦である3A案を推奨し、海軍作戦部長もこれに同意した。
1981年、レーガン政権下で、レーマン海軍長官は600隻艦隊構想を掲げており、海軍力の増強が求められるようになった。またソビエト連邦軍による経空脅威の増大も踏まえて、タイコンデロガ級の建造数増加がなされていたが、レーマン長官は更なるイージス艦の増強を求めていた。この情勢を踏まえて、1981年4月、アメリカ議会予算局（CBO）は、1990年代における水上戦闘艦 という報告書を上程した。このなかで、DDGXとタイコンデロガ級、またタイコンデロガ級の計画段階で検討されていた改バージニア級（CGN-42級）、そしてDDGXより小型・高速で6インチ砲搭載の外洋駆逐艦（DDGY）の4案を代表例として、トレードオフによる検討を行った。これを受けて、海軍ではタイコンデロガ級とDDGXによる構成を選択し、DDGX研究を踏まえた実用艦として設計されたのが本級である。1番艦（DDG-51）が1985年度計画で発注されて、建造が開始された。

### DDV研究とフライトIII
アーレイ・バーク級は、その後も継続的な改設計を受けており、「フライト」として区別されている。最初に建造されたのがフライトIだが、2番艦「バリー」（DDG-52）では、さっそくヘリコプター甲板でのLAMPSヘリコプターへの補給に対応するという改良を受けており、フライトIAとして区別された。また「マハン」（DDG-72）以降は、JTIDSやTADIXS-Bへの対応、AN/SLQ-32(V)3電波探知妨害装置の搭載、トマホーク巡航ミサイルの運用に対応した電波方向探知機の搭載、SM-2ブロックIVミサイルの運用への対応を図ったフライトIIとなった。
1988年、海軍作戦部長は、アーレイ・バーク級の全面的な改設計型としてフライトIIIの設計を命じた。NAVSEAによって作成された試案では、タイコンデロガ級と同様にVLSのセル数を122セルに増やすとともにLAMPSヘリコプター2機の搭載能力を付与し、満載10,722トンとなる予定であった。ただしこれはあまりに高価として建造されなかった。
その後、1991年にはDDV（Destroyer Variant）研究が開始された。これはコストパフォーマンスに優れ、また湾岸戦争の戦訓を反映した駆逐艦を求めた研究であり、上記のフライトIIIにあたるDDV-Hをハイエンドとして、VLSのセル数を96セルとするなど多少コスト低減を図ったDDV-9から、対空兵器はRAMのみとしてVLSを8セルまで削り、主機やソナーをペリー級と同程度までダウングレードした廉価型であるDDV-1まで10個の試案が作成された。研究結果は1992年2月28日に報告され、DDV-9が採用されることになった。これを具現化したのがフライトIIAである。

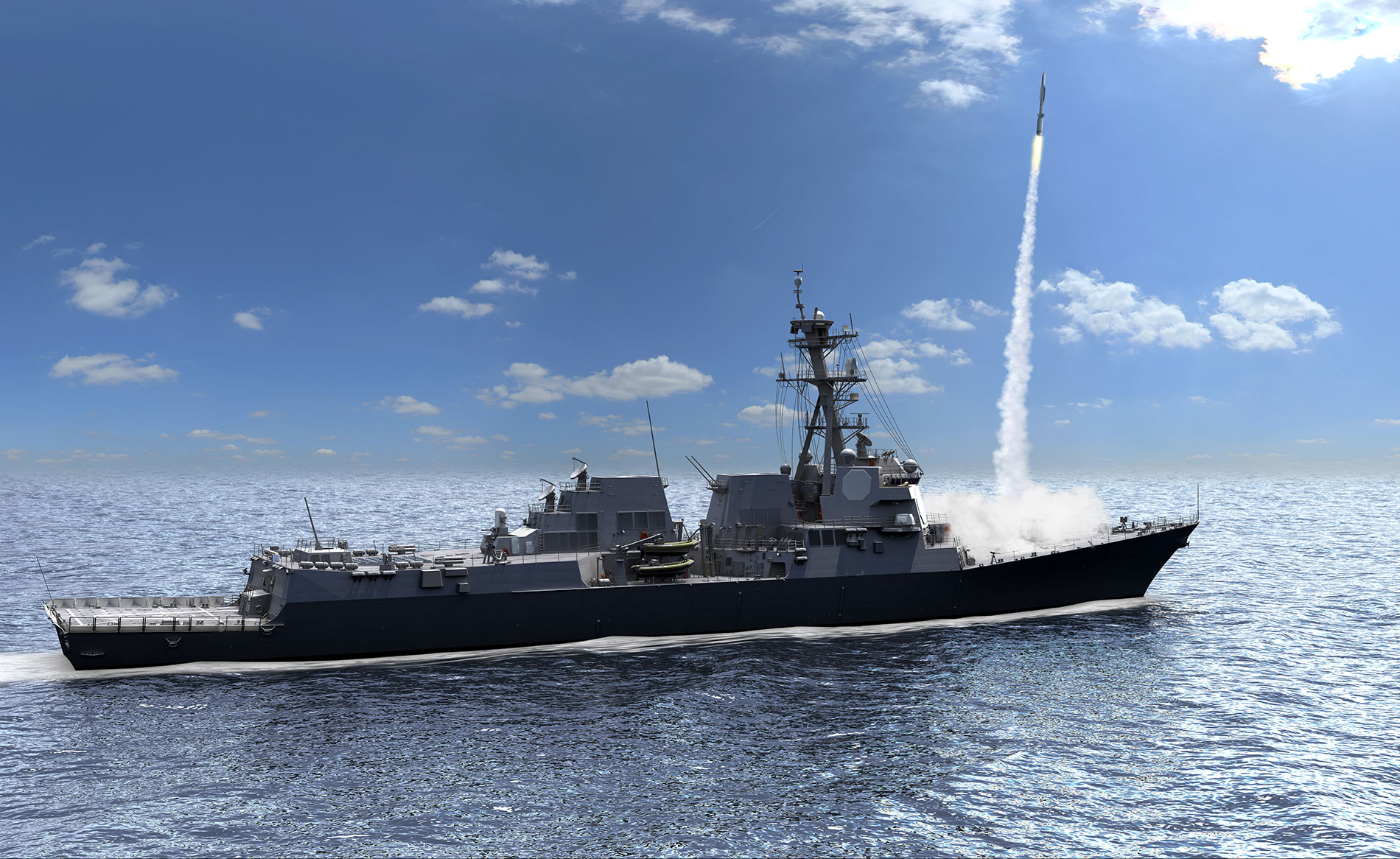
フライトIIIの予想図

フライトIIAの建造は1994年度より開始され、2005年度で一度中断した。本来はここで打ち止めになるはずだったが、ズムウォルト級ミサイル駆逐艦の建造数削減に伴って2010年度より再開されており、これ以後の建造分は「フライトIIAリスタート」と称される。また同年度でCG(X)計画が中止されたことから、その代替も兼ねて、2016年度からは、フライトIIIの建造も開始されることになった。これは1988年に検討されていた案と直接の関連はなく、フライトIIAをもとに装備の更新などを図った改良型となる予定である。ただし流石にこれ以上の発展は難しく、2020年代に入ると、本級とタイコンデロガ級巡洋艦の後継艦としてDDG(X)の計画が本格的に推進されることになった。

## 設計
本級は、ロー・コンセプト艦として設計されたオリバー・ハザード・ペリー級ミサイルフリゲートより、ハイ・コンセプト艦として設計されたタイコンデロガ級に近い、中等コンセプト（Mid-Mix）艦として設計された。

### 船体

#### 幅広な船体
本級の設計を特徴づけるのが幅広の船体である。従来の米軍艦ではL/B比の大きな細長い船体を採用していたが、特に第二次世界大戦後、アメリカ海軍軍人が同盟国やソビエト連邦の艦艇に便乗する機会があった場合、自国艦より荒天時の乗り心地が良いことが実感されていた。このことから、ソ連艦船の研究成果や、1960年代にNSRDC（Naval Ship Research and Development Center）で行われた研究を踏まえて、L/B比が小さく幅広で、トランサムに顕著なフレアを付し、艦首側形状も従来のU形ではなくV形にし、キールの上への反り返りも従来より艦尾側から始まるようにして、ビルジもより厳しくするなど、従来と大きく異なる設計案が作成された。
しかしこの設計では、従来型の船体よりも造波抵抗が大きいという問題があったことから、NAVSEA部内では、これとあわせて従来通りの細長い船体の案も検討された。この時点で、1番艦がアーレイ・バーク提督にちなんで命名されることは決まっていたことから、バーク提督の「31ノット・バーク」という異名にあわせて、高速性能に優れた細長い船体のほうが良いのではないか、という冗談も飛ばされた。しかし結局、いずれも一長一短で甲乙つけがたかったために、最終的にコイントスで決定されたという冗談のようなエピソードがある。
この幅広船体は、確かに平水中での速力に劣る面はあったが、一方で荒天時の速力維持という面ではむしろ有利であり、ネームシップの海上公試では、波高35フィート (11 m)、風速60ノットという苛烈な海況においてすら30ノットの速力を維持できた。
なお幅広船体によって増大した抵抗を少しでも低減するため、艦尾にはウェッジが付されており、後には燃費改善のため固定フラップも備えられた。またスプルーアンス級やタイコンデロガ級と同様にフィンスタビライザーは備えられていないが、本級では舵に減揺機能が組み込まれている。

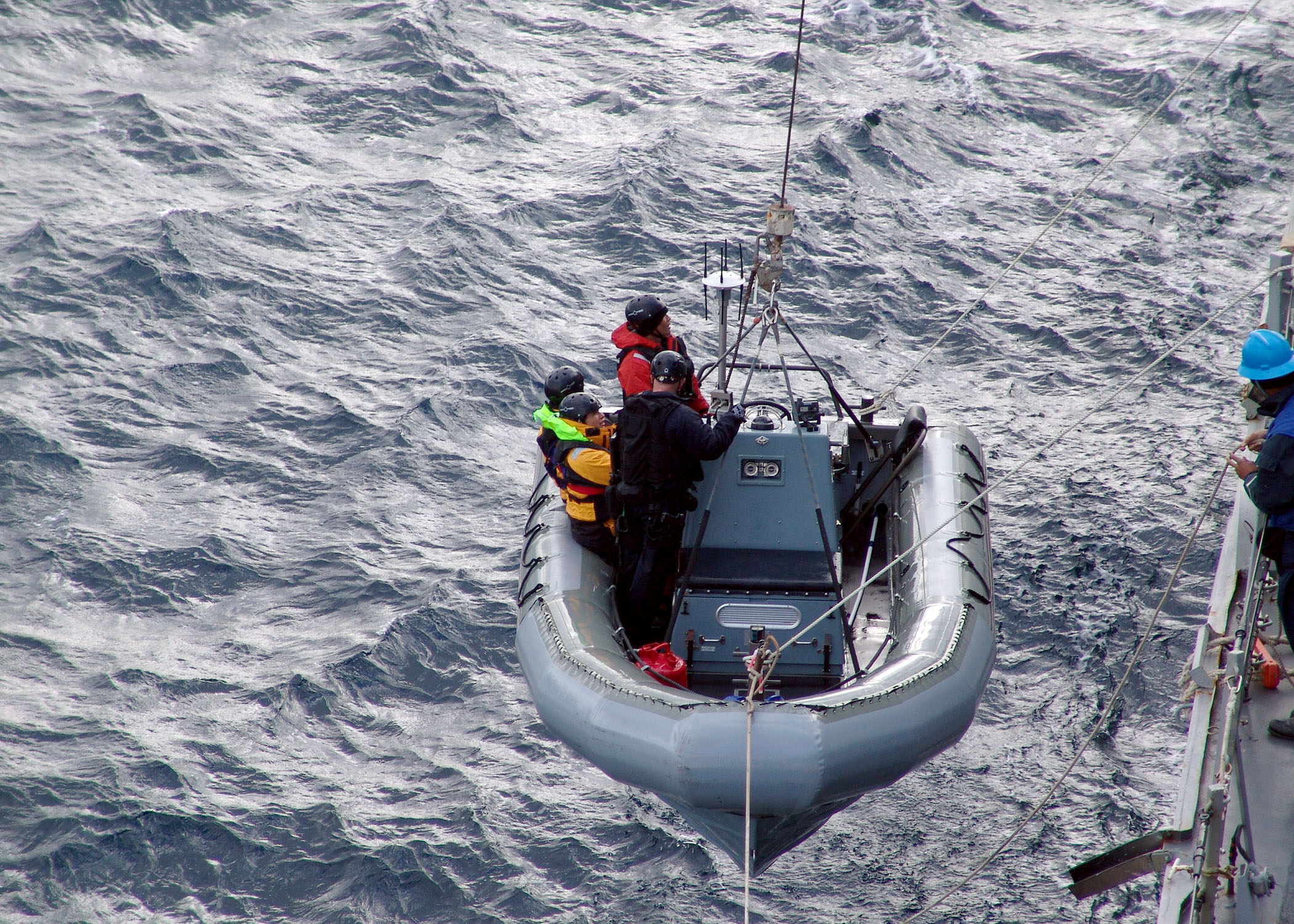
「ゴンザレス」搭載艇の回収シーン

建造費削減のために配管などの部分をスプルーアンス級と共通にしたり、内火艇を廃止して7メートル級複合艇を搭載するなどの工夫をしている。イージスシステム関連の重量の問題から各所で軽量化に気を配っており、例えば投揚錨装置は主錨、副錨、揚錨機各1基という同規模の艦に比べて貧弱なものになっており、これは海上自衛隊では2,000トン程度の小型艦（DE）でのみ用いられる方式である。

#### 生残性の向上
DDGX研究では生残性の向上も対象になっており、その成果は本級にも盛り込まれた。外見上の特徴となっているのが傾斜船型で、これはレーダー反射断面積（RCS）低減のために導入されたものであった。また船室がコーナーリフレクターのような効果を示すのを防ぐため、舷窓には金属のメッシュが施された。マストも、従来までの骨組みが剥き出しの伝統的なラティスマストではなく、平面を組み合わせた新型のマストとなっている。
抗堪性の観点から、本級では主船体のみならず上部構造物も全鋼製とされた。ただし傾斜船型の採用による上部重量増大に対応するため、マストや煙突にはアルミニウム合金が使用されている。またタイコンデロガ級や改修後のスプルーアンス級と同様に、本級でも枢要区画には装甲が施されており、戦闘指揮所周囲の70トンを含めて、艦全体ではケブラーおよびプラスチック装甲あわせて130トンに達する。
主船体内は12の主隔壁により区分されている。本級は、アメリカ軍艦として初めて包括的なNBC防護を導入した。艦内は与圧され、独立した給排気系を備えた複数のシタデルに分割されている。

### 機関
基本的な機関構成はスプルーアンス級・タイコンデロガ級のものが踏襲されており、GE LM2500-30ガスタービンエンジン4基をCOGAG方式で組み合わせて可変ピッチ・プロペラ2軸を駆動している。本級では出力向上型のモデルが採用されており、当初はこれにあわせて推進器の新規開発が必要と見られていたが、後に既存の推進器でも対応可能であることが判明した。
開発段階では、航続距離延伸のため、ガスタービンの排熱を回収して蒸気タービンを駆動するRACER（RAnkine Cycle Energy Recovery）システムの採用が検討されており、後日装備も予定されていたが、開発の遅延のために放棄された。
機関区画は抗堪性に配慮してシフト配置とされており、第1・2機械室のあいだに中間区画として補機室を配置して抗堪性を確保している。本級では、中間区画の長さを十分に確保できなかったことから、隔壁に特殊な耐弾防御などの措置を講じているとされている。
電源は、アリソン 501-K34ガスタービン発電機（2,500キロワット）を採用するという点ではタイコンデロガ級と同様だが、搭載数は3基に削減された。1号主発電機は第1機械室、2号主発電機は第2機械室、3号主発電機は後部発電機室に設置されている。またフライトIIIでは、発電機の出力は1基あたり4,000キロワットに増強される予定となっている。

## 装備

### イージス武器システム (AWS)
上記の経緯より、本級の中核的な装備となるのがイージス武器システム（AWS）であり、搭載している全ての戦闘システムは、AWSの戦術情報処理装置である指揮決定システム（C&D）および武器管制システム（WCS）に連接されている。AWSは継続的な改良を受けて多数のバージョンが生じており、これらは大まかにベースラインとして区別される。本級の新造時に搭載されていた、あるいは搭載される予定のベースラインは下記の通りである。
- 4 - 1番艦から17番艦まで（DDG-51〜67）
- 5 - 18番艦から28番艦まで（DDG-68〜78）
- 6 - 29番艦から40番艦まで（DDG-79〜90）
- 7
  - フェーズI - 41番艦から52番艦まで（DDG-91～102）
  - フェーズIR（ACB-08） - 53番艦から62番艦まで（DDG-103～112）
- 9
  - ACB-12 - 63番艦から65番艦まで（DDG-113～115）
  - ACB-16 - 66番艦から76番艦まで（DDG-116～126）
- 10
  - ACB-20 - フライトIII[16]

このうち、ベースライン4搭載艦のシステムは、後にベースライン5フェーズIIIにアップデートされた。そして2012年度より着手されたイージス近代化改修（AMOD）により、既存の全ての艦のシステムがベースライン9Cにアップデートされる予定となっている。
なお上記の通り、フライトIIではJTIDSやTADIXS-Bが搭載されているが、リンク 16機能については、ベースライン5フェーズIIIにアップデートされた際にバックフィットされた。またDDG-58以降では、海軍戦術情報システム（NTDS）をmod.5にアップデートしているほか、ベースライン7フェーズIRからは共同交戦能力（CEC）に対応し、ベースライン9でNIFC-CAに対応した。

#### レーダー

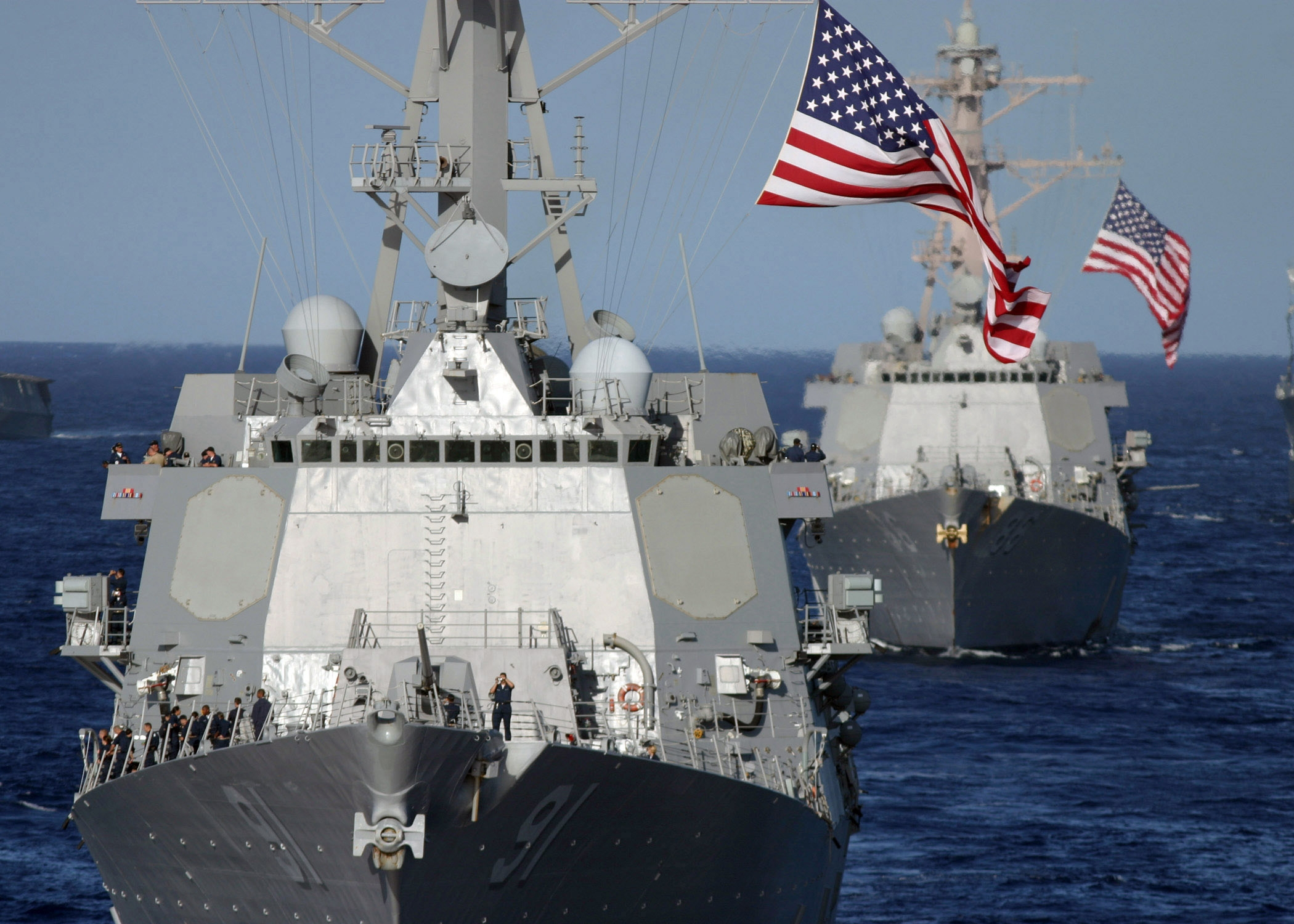
「ピンクニー」のAN/SPY-1

AWSの中核となる多機能レーダーはAN/SPY-1Dで、固定式4面のパッシブ・フェーズドアレイ（PESA）アンテナは艦橋構造物周囲に固定装備されている。これはタイコンデロガ級のSPY-1A/Bに準じた性能を備えているが、上記のように艦橋構造物に4基すべてをまとめて搭載するなど配置の合理化により、A/B型に比べ小型軽量となっている。
またベースライン6フェーズIIIからは、低高度目標の探知性能に優れたSPY-1D(V)に対応しており、本級では「ピンクニー」（フライトIIAの12番艦、通算41番艦）より採用された。ベースライン9（CR3/ACB12）以降では、レーダー信号処理装置としてマルチ・ミッション信号処理装置（Multi-Mission Signal Processor, MMSP）が採用される。
さらにフライトIIIでは、アンテナを窒化ガリウム(Ga-N)半導体素子を用いてアクティブ・フェーズドアレイ（AESA）方式に変更して新開発されたAN/SPY-6 AMDR-Sに変更される予定となっている。また低空警戒用として、13番艦までは回転式アンテナのAN/SPQ-9の能力向上型が搭載される予定だが、それ以降の艦ではイルミネーターの機能も組み込んだAMDR-Xの採用が予定されている。

#### ミサイル

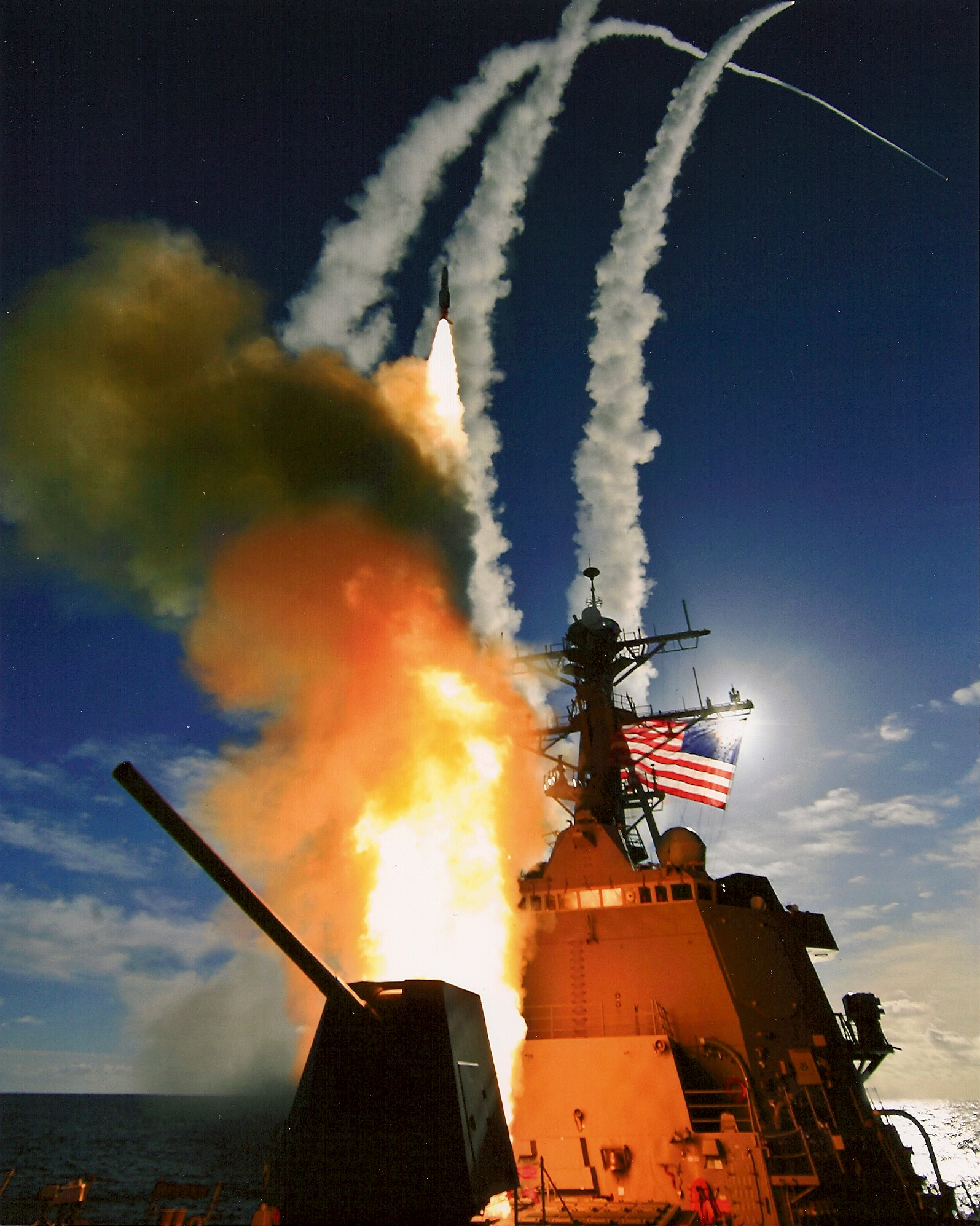
CSSQTにてミサイルの連続発射を行なう「スタレット」

艦対空ミサイルとしてSM-2、発射機としてMk.41 VLSを採用したのはタイコンデロガ級と同様である。ただし本級では、船体規模にあわせてセル数を若干削減し、前甲板に29セル、後甲板に61セルを搭載している。このセル数は、建造当初に最重要視されていた対空戦シナリオである、「弾薬再補給前に、各数波よりなるソ連の2回の航空攻撃に対し、空母戦闘群（現 空母打撃群）内の1防空艦として対処する」という状況に対処することを目的に決定された。
また当初のフライトI, IIでは、前後それぞれ3セル分のスペースを再装填用クレーン（ストライクダウン・モジュール）に転用していたことから上記のセル数となったが、再装填作業が実用的でないと評価されたことから、フライトIIAでは廃止され、その分はミサイル・セルによって充足されている。また制御盤などについても差異があることから、AWSベースライン4/5と組み合わされているものはベースラインIIAまたはIII（mod.2）、AWSベースライン6と組み合わされているものはベースラインIV/V（mod.7）、AWSベースライン7と組み合わされているものはベースラインVI/VII（mod.15）
とされている。なおフライトI/IIの艦でも、ストライクダウン・モジュールを塞いで使用中止としている。
SM-2は、当初はブロックIIIが搭載されていたが、AWSベースライン5で長射程型のブロックIVに、またベースライン7でブロックIIIBおよびブロックIVAに対応したほか、ベースライン9以降ではSM-6にも対応する。またVLSベースラインVよりESSM個艦防空ミサイルの運用に対応したことから、従来は2基搭載されていたファランクス 20mmCIWS（Mk.15）は、35番艦以降では省かれることになった。ただし、後部の1基については、後に順次搭載されたほか、57番艦以降は就役時から搭載している。また欧州ミサイル防衛（European Phased Adaptive Approach, EPAA）の一環としてスペインのロタ海軍基地に前方展開したDDG-64・71・75・78の4隻は、後部CIWSをSeaRAMに換装した。
なお艦対空ミサイルの終末誘導を担当するのがMk.99 ミサイル射撃指揮装置で、本級の場合、AN/SPG-62イルミネーターを艦橋上に1基、上部構造物後端に2基の計3基搭載した。

#### ミサイル防衛
一部の艦にはイージスBMDシステムを搭載し、SM-3弾道弾迎撃ミサイルの運用に対応する改修がなされている。この改修はタイコンデロガ級が先行したものの、本級でも、一部の艦で弾道ミサイルの捕捉・追尾のみを行うイージスBMD3.0Eシステムが搭載されたのち、2006年には「ミリアス」「ステザム」「カーティス・ウィルバー」がイージスBMD3.6システムを搭載した。2012年5月の時点で、19隻がBMD3.6システムの搭載改修を受けていたとされている。
これらのイージスBMDシステムは、従来はイージス武器システム（AWS）とは別個に進化してきており、BMD任務実施中はAWSによる防空を行なえないという問題があった。これに対し、AWSのベースライン9では、対空戦（AAW）とミサイル防衛（BMD）の機能を両立した、IAMD（integrated air and missile defense）機能が実装される予定であり、BMDシステムのバージョンとして5.0と称される。

### 対潜戦

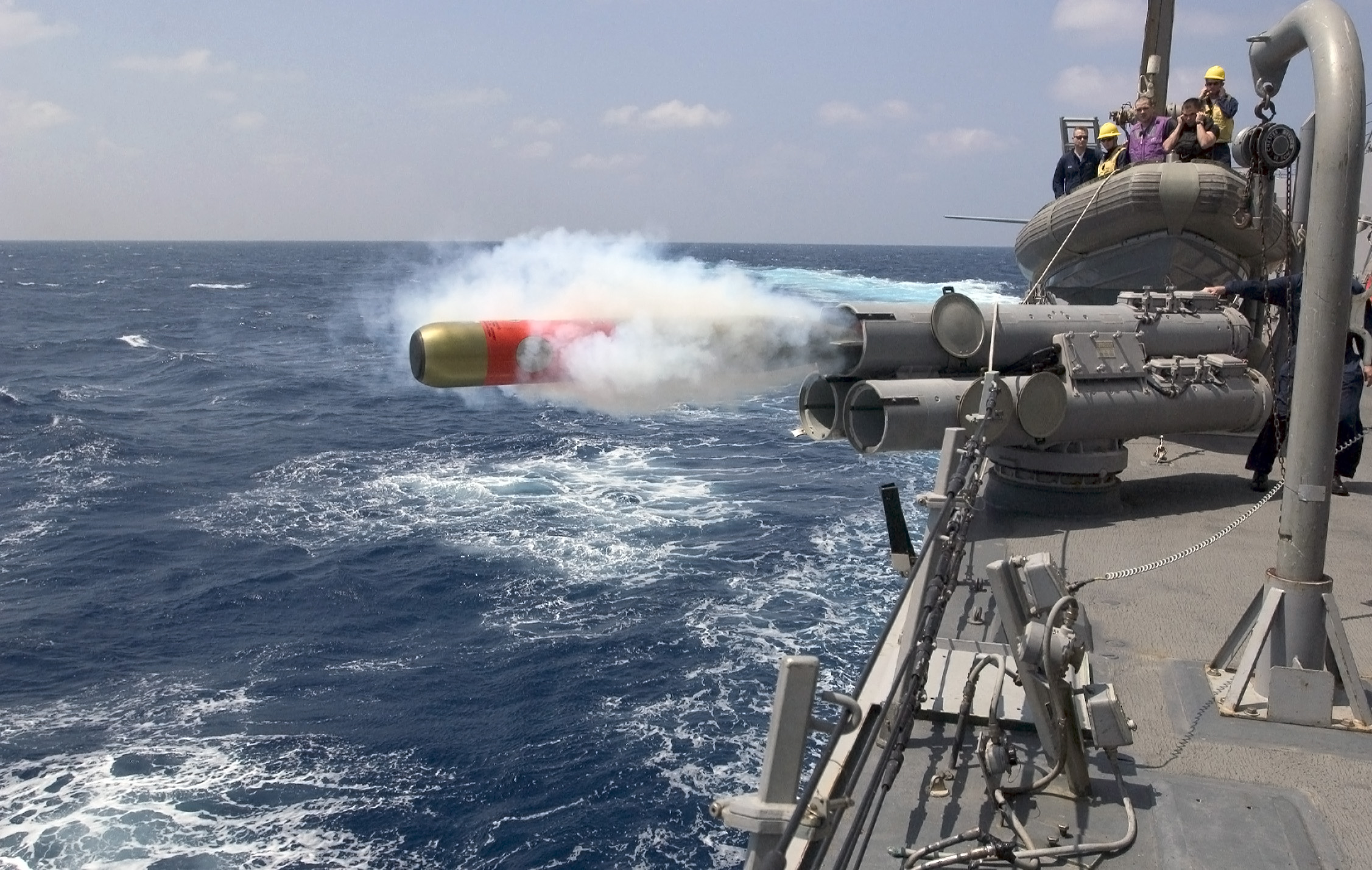
Mk 46 魚雷を発射するMk 32 短魚雷発射管

対潜戦装備は、当初は基本的にスプルーアンス級・タイコンデロガ級の後期建造艦の構成が踏襲されており、ソナーとしてはバウ・ドームに収容されたAN/SQS-53Cと曳航式のAN/SQR-19、水中攻撃指揮装置としてはMk.116 mod.7を搭載し、これらを連接するAN/SQQ-89(V)4/6統合対潜システムを備えていた。またAN/SQS-53は、のちに機雷探知用のキングフィッシャー高周波発振器を追加したAN/SQS-53C(V)1に更新された。
その後、フライトIIAでは、航空艤装との兼ね合いもあって、浅海域では使いにくい曳航ソナーが省かれたこともあり、AN/SQQ-89は(V)10ないし14となった。その後、2009年9月より、DDG-87を皮切りに、分散システム化するとともに曳航ソナーをAN/SQR-20 MFTAに更新したAN/SQQ-89A(V)15の搭載が開始され、これはAMOD改修にも盛り込まれた。
また対潜兵器としては324mm3連装魚雷発射管を装備したほか、VLSからVLA対潜ミサイルを発射できた。
なおDDG-91～96では、右舷側に対機雷戦用のAN/WLD-1(V) RMS（Remote Mine-hunting System）の無人潜水機の格納庫が設けられており、2007年にはDDG-96で試験が行われたものの、これは装備化されなかったことから、間もなく撤去され、スペースは別の用途に転用された。

### 対水上戦
トマホーク武器システム（TWS）は、長距離の対地集中精密攻撃を担当する武器システムであり、従来は空母や船団などのHVU護衛という守勢的兵種に甘んじてきた水上戦闘艦に、攻勢的兵種としての地歩を付与した本尊である。DDGX研究において、TWSは「攻勢的な長射程の武器システム」として、本級のコンセプトの筆頭に位置づけられており、VLSにトマホーク巡航ミサイルを収容・発射することができる。その管制のため、DDG-81～95では、トマホーク武器管制システム（AN/SWG-4/5 TWCS）のみが単体で搭載されたが、以後の艦では艦の戦闘システムに連接された。
なお対艦兵器としては、フライトI・IIでは艦の中部にハープーン艦対艦ミサイルの4連装発射筒2基を装備した。コストの面からフライトIIAでは搭載されなかったものの、必要時には搭載できるようにスペースは確保されている。
艦砲としては、船首楼甲板上に54口径127mm砲（Mk.45 mod.1/2 5インチ砲）を搭載しており、またDDG-81以降では62口径127mm砲（Mk.45 mod.4）に更新された。標準的な弾薬搭載量は600発である。射撃指揮装置としては、Mk.46 mod.1光学方位盤とMk.160射撃盤から構成されるMk.34 GWSを備えており、AN/SPS-67(V)3対水上捜索レーダーやAN/SPY-1からの情報も利用できる。
また米艦コール襲撃事件を受けて、近距離用に75口径25mm単装機関砲2基と12.7mm単装機銃2基が追加装備された。

### 電子戦
電子戦システムとしては、フライトIでは電子戦支援専用のAN/SLQ-32(V)2電波探知装置が搭載されたが、フライトII以降では電子攻撃を兼用できるAN/SLQ-32(V)3電波探知妨害装置に変更されたほか、フライトIでも、後に別体のサイドキック電波妨害装置を搭載して、電子攻撃を兼用できるAN/SLQ-32(V)5に改修された。一部の艦では、艦橋フィングの側面にAN/SLQ-59電波妨害装置を追加装備している。またAMOD改修では、SEWIP計画によって開発される新しい電波探知妨害装置への換装が盛り込まれており、フライトIIIでは当初よりこれを搭載する予定である。まず小改良型のブロック1A/1B1/1B2/1B3が装備化されたのち、受信機やアンテナ・グループを改良したブロック2がAN/SLQ-32(V)6として装備化された。またブロック3はAN/SLQ-32(V)7として装備化される予定となっており、2024年には「アーレイバーク級能力向上改修2.0」の一環として「ピンクニー」に搭載されたのに伴い、艦橋脇に大きな張り出しが設けられた。
デコイ発射機としては、古典的なMk.36 mod.12 SRBOCのためのMk.137 6連装デコイ発射機4基が搭載されていたほか、NULKAアクティブ・デコイ専用のMk.53発射機も追加搭載され、後には新造時から搭載されるようになった。またAN/SLQ-39デコイ・ブイや、Mk.59コーナー・リフレクター型デコイの発射筒を設置した艦もある。
またトマホークにも艦対艦仕様があったことから、その射撃のための長距離索敵手段として、DDG-72～78では、長距離の無線方向探知が可能なAN/SRS-1Aが搭載されたほか、DDG-96から104でも、COBLU（Cooperative OutBoard Logistics Update）フェーズI仕様の派生型が搭載された。またその後の艦には、AN/SSQ-130 SSES（Ship Signal Exploitation System）が搭載されている。

### 航空機
上記の通り、当初のフライトI・IIでは艦載ヘリコプターのための格納庫は設けられていなかったが、艦尾甲板はヘリコプター甲板とされており、ヘリコプターへの燃料・武装の補給は可能であったほか、戦術航法装置（TACAN）やLAMPSのためのAN/SQQ-28データリンク装置は設置されていた。
そしてフライトIIAでは、湾岸戦争の経験を踏まえて、SH-60BまたはMH-60R LAMPS Mk.IIIヘリコプター2機分の格納庫が設置され、これにともなってRAST（Recovery Assist, Secure and Traverse）着艦誘導・拘束装置が搭載された。これにより、シー・ステート5の海況までヘリコプターの運用が可能となっている。またMQ-8無人航空機の運用にも対応している。
なお艦の魚雷発射管用とLAMPSヘリコプター用の短魚雷とは同規格であり、両者兼用で40発分の弾庫が設けられているが、ここには、ペンギン空対艦ミサイルやヘルファイア対舟艇ミサイル、LAU-68 70mmロケット弾、25mm機銃弾や40mmグレネード弾も収容できる。

## 諸元表
|                   | フライトI,IA                                                                    | フライトII                                                                      | フライトIIA                                                                     | フライトIII                                                                     |
| ----------------- | ------------------------------------------------------------------------------- | ------------------------------------------------------------------------------- | ------------------------------------------------------------------------------- | ------------------------------------------------------------------------------- |
| 建造期間          | 1988年 - 1997年                                                                 | 1995年 - 1999年                                                                 | 1997年 - 現在                                                                   | 2019年 - 現在                                                                   |
| 就役期間          | 1991年 - 現在                                                                   | 1998年 - 現在                                                                   | 2000年 - 現在                                                                   | 2023年 - 現在                                                                   |
| 隻数              | 21隻                                                                            | 7隻                                                                             | 44隻/47隻予定                                                                   | 1隻/17隻予定                                                                    |
| 満載排水量        | 8,850 t                                                                         | 9,033 t                                                                         | 9,515 t                                                                         | 9,700 t                                                                         |
| 全長              | 153.77 m                                                                        | 153.77 m                                                                        | 155.3 m                                                                         | 155.3 m                                                                         |
| 水線長            | 142.03 m                                                                        | 142.03 m                                                                        | 143.56 m                                                                        | 不明                                                                            |
| 全幅              | 20.27 m                                                                         | 20.27 m                                                                         | 20.27 m                                                                         | 20.1 m                                                                          |
| 水線幅            | 18.0 m                                                                          | 18.0 m                                                                          | 18.0 m                                                                          | 不明                                                                            |
| 吃水              | 6.31 m (船体部) 9.35 m (ソナードーム)                                           | 6.60 m (船体部) 9.90 m (ソナードーム)                                           | 6.68 m (船体部) 9.72 m (ソナードーム)                                           | 9.40 m (ソナードーム)                                                           |
| 機関              | COGAG方式 GE LM2500-30ガスタービンエンジン（26,250bhp/19.6MW）×4基              | COGAG方式 GE LM2500-30ガスタービンエンジン（26,250bhp/19.6MW）×4基              | COGAG方式 GE LM2500-30ガスタービンエンジン（26,250bhp/19.6MW）×4基              | COGAG方式 GE LM2500-30ガスタービンエンジン（26,250bhp/19.6MW）×4基              |
| 機関              | 可変ピッチプロペラ（5翔）×2軸                                                   |                                                                                 |                                                                                 |                                                                                 |
| 速力              | 最大30ノット（56km/h）                                                          | 最大30ノット（56km/h）                                                          | 最大30ノット（56km/h）                                                          | 最大30ノット（56km/h）                                                          |
| 航続距離          | 4,400海里（20ノット巡航時）                                                     | 4,400海里（20ノット巡航時）                                                     | 4,400海里（20ノット巡航時）                                                     | 4,400海里（20ノット巡航時）                                                     |
| 乗員              | 士官23名+下士官兵300名                                                          | 士官23名+下士官兵300名                                                          | 士官32名+下士官兵348名 ※航空要員に士官4名+下士官兵14名                          | 不明                                                                            |
| 兵装              | Mk.45 127mm単装砲×1基 ※DDG-51～80では54口径長のmod.1/2、81以降は62口径長のmod.4 | Mk.45 127mm単装砲×1基 ※DDG-51～80では54口径長のmod.1/2、81以降は62口径長のmod.4 | Mk.45 127mm単装砲×1基 ※DDG-51～80では54口径長のmod.1/2、81以降は62口径長のmod.4 | Mk.45 127mm単装砲×1基 ※DDG-51～80では54口径長のmod.1/2、81以降は62口径長のmod.4 |
| 兵装              | Mk.38 25mm単装機関砲×2基                                                        |                                                                                 |                                                                                 |                                                                                 |
| 兵装              | Mk.15 20mmCIWS×2基 ※DDG-64・71・75・78は後部CIWSをSeaRAMに換装                  | Mk.15 20mmCIWS×2基 ※DDG-64・71・75・78は後部CIWSをSeaRAMに換装                  | Mk.15 20mmCIWS×2基 ※DDG-85以降は後部の1基のみ                                   | Mk.15 20mmCIWS×1基                                                              |
| 兵装              | M2 12.7mm単装機銃×4基                                                           |                                                                                 |                                                                                 |                                                                                 |
| 兵装              | Mk.41 mod.2 VLS（29+61セル） （SM-2、SM-3、ESSM、VLA、TLAM）                    | Mk.41 mod.2 VLS（29+61セル） （SM-2、SM-3、ESSM、VLA、TLAM）                    | Mk.41 mod.7/15 VLS（32+64セル） （SM-2、SM-3、ESSM、VLA、TLAM）                 | Mk.41 mod.7/15 VLS（32+64セル） （SM-2、SM-3、ESSM、VLA、TLAM）                 |
| 兵装              | ハープーン 4連装発射筒×2基                                                      | ハープーン 4連装発射筒×2基                                                      | －                                                                              | －                                                                              |
| 兵装              | Mk.32 3連装短魚雷発射管×2基                                                     |                                                                                 |                                                                                 |                                                                                 |
| 艦載機            | LAMPS支援設備のみ（ヘリコプター甲板など）                                       | LAMPS支援設備のみ（ヘリコプター甲板など）                                       | SH-60B/MH-60R LAMPSヘリコプター×2機                                             | SH-60B/MH-60R LAMPSヘリコプター×2機                                             |
| C4ISTAR           | AN/USQ-119E(V) GCCS-M                                                           | AN/USQ-119E(V) GCCS-M                                                           | AN/USQ-119E(V) GCCS-M                                                           | 不明                                                                            |
| C4ISTAR           | NTDS mod.4/5（リンク 4A/11/14/16）                                              | NTDS mod.4/5（リンク 4A/11/14/16）                                              | NTDS mod.4/5（リンク 4A/11/14/16）                                              | 不明                                                                            |
| C4ISTAR           | イージスシステム（AWS）                                                         |                                                                                 |                                                                                 |                                                                                 |
| C4ISTAR           | AN/SQQ-89 統合対潜戦システム                                                    |                                                                                 |                                                                                 |                                                                                 |
| C4ISTAR           | Mk.37 トマホーク武器システム（TWS）                                             |                                                                                 |                                                                                 |                                                                                 |
| C4ISTAR           | Mk.34 砲武器システム（GWS）                                                     |                                                                                 |                                                                                 |                                                                                 |
| レーダー          | AN/SPY-1D 多機能型（4面; DDG-91以降は1D(V)）                                    | AN/SPY-1D 多機能型（4面; DDG-91以降は1D(V)）                                    | AN/SPY-1D 多機能型（4面; DDG-91以降は1D(V)）                                    | AN/SPY-6(V)1 多機能型（4面）                                                    |
| レーダー          | AN/SPS-67(V)3 対水上捜索用                                                      |                                                                                 |                                                                                 |                                                                                 |
| レーダー          | AN/SPS-64 航海用                                                                |                                                                                 |                                                                                 |                                                                                 |
| レーダー          | AN/SPG-62 SAM射撃指揮用×3基 ※Mk 99 ミサイルFCSのサブシステム                    |                                                                                 |                                                                                 |                                                                                 |
| ソナー            | AN/SQS-53C→AN/SQS-53C(V)1 艦首装備式                                            | AN/SQS-53C→AN/SQS-53C(V)1 艦首装備式                                            | AN/SQS-53C→AN/SQS-53C(V)1 艦首装備式                                            | 不明                                                                            |
| ソナー            | AN/SQR-19B 曳航式                                                               | AN/SQR-19B 曳航式                                                               | －                                                                              | －                                                                              |
| 電子戦・ 対抗手段 | AN/SLQ-32(V)2電波探知装置 → AN/SLQ-32(V)5電波探知妨害装置                       | AN/SLQ-32(V)3 電波探知妨害装置                                                  | AN/SLQ-32(V)3 電波探知妨害装置                                                  | 不明                                                                            |
| 電子戦・ 対抗手段 | AN/SLQ-25 対魚雷デコイ装置                                                      |                                                                                 |                                                                                 |                                                                                 |
| 電子戦・ 対抗手段 | AN/SLQ-49デコイ装置                                                             |                                                                                 |                                                                                 |                                                                                 |
| 電子戦・ 対抗手段 | Mk.36 mod.12 SRBOC チャフ・フレア展開装置                                       |                                                                                 |                                                                                 |                                                                                 |

|          |            | まや型                                | ホバート級                          | 世宗大王級 バッチ1         | タイコンデロガ級 AMOD改修艦         | アーレイ・バーク級 フライトIIA           |
| -------- | ---------- | ------------------------------------- | ----------------------------------- | -------------------------- | ----------------------------------- | ---------------------------------------- |
| 船体     | 満載排水量 | 10,250 t                              | 7,000 t                             | 10,290 t                   | 9,763 t - 10,010 t                  | 9,648 t                                  |
| 船体     | 全長       | 170 m                                 | 146.7 m                             | 165 m                      | 172.46 m                            | 155.3 m                                  |
| 船体     | 全幅       | 21.0 m                                | 18.6 m                              | 21.4 m                     | 16.76 m                             | 20.1 m                                   |
| 主機     | 方式       | COGLAG                                | CODOG                               | COGAG                      | COGAG                               | COGAG                                    |
| 主機     | 出力       | 69,000 ps                             | 47,000 hp                           | 105,000 hp                 | 86,000 hp                           | 100,000 hp                               |
| 主機     | 速力       | 30 kt                                 | 28 kt以上                           | 30 kt以上                  | 30 kt以上                           | 30 kt以上                                |
| 兵装     | 砲熕       | 62口径5インチ単装砲×1基               | 62口径5インチ単装砲×1基             | 62口径5インチ単装砲×1基    | 62口径5インチ単装砲×2基             | 62口径5インチ単装砲×1基                  |
| 兵装     | 砲熕       | 20mmCIWS×2基                          | 20mmCIWS×1基                        | 30mmCIWS×1基               | 20mmCIWS×2基                        | 20mmCIWS×2基                             |
| 兵装     | 砲熕       | 20mmCIWS×2基                          | 20mmCIWS×1基                        | 30mmCIWS×1基               | 25mm単装機関砲×2基                  |                                          |
| 兵装     | 砲熕       | 20mmCIWS×2基                          | 20mmCIWS×1基                        | 30mmCIWS×1基               | 12.7mm単装機銃×4基                  |                                          |
| 兵装     | ミサイル   | Mk.41 VLS×96セル (SM-2MR, SM-3, 07式) | Mk.41 VLS×48セル (SM-2, SM-6, ESSM) | Mk.41 VLS×80セル (SM-2)    | Mk.41 VLS×122セル (SM-2, VLA, TLAM) | Mk.41 VLS×96セル (SM-2, ESSM, VLA, TLAM) |
| 兵装     | ミサイル   | Mk.41 VLS×96セル (SM-2MR, SM-3, 07式) | Mk.41 VLS×48セル (SM-2, SM-6, ESSM) | K-VLS×48セル (天竜, 紅鮫)  | Mk.41 VLS×122セル (SM-2, VLA, TLAM) | Mk.41 VLS×96セル (SM-2, ESSM, VLA, TLAM) |
| 兵装     | ミサイル   | Mk.41 VLS×96セル (SM-2MR, SM-3, 07式) | Mk.41 VLS×48セル (SM-2, SM-6, ESSM) | RAM 21連装発射機×1基       | Mk.41 VLS×122セル (SM-2, VLA, TLAM) | Mk.41 VLS×96セル (SM-2, ESSM, VLA, TLAM) |
| 兵装     | ミサイル   | SSM 4連装発射筒×2基                   | ハープーン 4連装発射筒×2基          | 海星 4連装発射筒×4基       | ハープーン 4連装発射筒×2基          | ―                                        |
| 兵装     | 水雷       | 324mm3連装短魚雷発射管×2基            | 324mm3連装短魚雷発射管×2基          | 324mm3連装短魚雷発射管×2基 | 324mm3連装短魚雷発射管×2基          | 324mm3連装短魚雷発射管×2基               |
| 艦載機   | 艦載機     | SH-60K×1機                            | MH-60R×1機                          | スーパーリンクスMk.99×2機  | MH-60R×2機                          | MH-60R×2機                               |
| 同型艦数 | 同型艦数   | 2隻                                   | 3隻                                 | 3隻                        | 11隻（1隻退役）                     | 47隻予定                                 |

## 同型艦

### 一覧表
| フライト | 艦番号  | 艦名                                                          | 造船所           | 起工            | 進水            | 就役            | 母港                   |
| -------- | ------- | ------------------------------------------------------------- | ---------------- | --------------- | --------------- | --------------- | ---------------------- |
| I        | DDG-51  | アーレイ・バーク USS Arleigh Burke                            | バス鉄工所       | 1988年 12月6日  | 1989年 9月16日  | 1991年 7月4日   | ロタ海軍基地           |
| IA       | DDG-52  | バリー USS Barry                                              | インガルス造船所 | 1990年 2月26日  | 1991年 6月8日   | 1992年 12月12日 | エバレット海軍基地     |
| IA       | DDG-53  | ジョン・ポール・ジョーンズ USS John Paul Jones                | バス鉄工所       | 1990年 8月8日   | 1991年 10月26日 | 1993年 12月18日 | エバレット海軍基地     |
| IA       | DDG-54  | カーティス・ウィルバー USS Curtis Wilbur                      | バス鉄工所       | 1991年 3月12日  | 1992年 5月16日  | 1994年 3月19日  | サンディエゴ海軍基地   |
| IA       | DDG-55  | スタウト USS Stout                                            | インガルス造船所 | 1991年 8月8日   | 1992年 10月16日 | 1994年 8月13日  | ノーフォーク海軍基地   |
| IA       | DDG-56  | ジョン・S・マケイン USS John S. McCain                        | バス鉄工所       | 1991年 9月3日   | 1992年 9月26日  | 1994年 7月2日   | エバレット海軍基地     |
| IA       | DDG-57  | ミッチャー USS Mitscher                                       | インガルス造船所 | 1992年 2月12日  | 1993年 5月7日   | 1994年 12月10日 | ノーフォーク海軍基地   |
| IA       | DDG-58  | ラブーン USS Laboon                                           | バス鉄工所       | 1992年 3月23日  | 1993年 2月20日  | 1995年 3月18日  | ノーフォーク海軍基地   |
| IA       | DDG-59  | ラッセル USS Russell                                          | インガルス造船所 | 1992年 7月24日  | 1993年 10月20日 | 1995年 5月20日  | サンディエゴ海軍基地   |
| IA       | DDG-60  | ポール・ハミルトン USS Paul Hamilton                          | バス鉄工所       | 1992年 8月24日  | 1993年 7月24日  | 1995年 5月27日  | サンディエゴ海軍基地   |
| IA       | DDG-61  | ラメージ USS Ramage                                           | インガルス造船所 | 1993年 1月4日   | 1994年 2月11日  | 1995年 7月22日  | ノーフォーク海軍基地   |
| IA       | DDG-62  | フィッツジェラルド USS Fitzgerald                             | バス鉄工所       | 1993年 2月9日   | 1994年 1月29日  | 1995年 10月14日 | サンディエゴ海軍基地   |
| IA       | DDG-63  | ステザム USS Stethem                                          | インガルス造船所 | 1993年 5月11日  | 1994年 7月17日  | 1995年 10月21日 | サンディエゴ海軍基地   |
| IA       | DDG-64  | カーニー USS Carney                                           | バス鉄工所       | 1993年 8月8日   | 1994年 7月23日  | 1996年 4月13日  | メイポート海軍補給基地 |
| IA       | DDG-65  | ベンフォールド USS Benfold                                    | インガルス造船所 | 1993年 9月27日  | 1994年 11月9日  | 1996年 3月30日  | 横須賀海軍施設         |
| IA       | DDG-66  | ゴンザレス USS Gonzalez                                       | バス鉄工所       | 1994年 2月3日   | 1995年 2月18日  | 1996年 10月12日 | ノーフォーク海軍基地   |
| IA       | DDG-67  | コール USS Cole                                               | インガルス造船所 | 1994年 2月28日  | 1995年 2月10日  | 1996年 6月8日   | ノーフォーク海軍基地   |
| IA       | DDG-68  | ザ・サリヴァンズ USS The Sullivans                            | バス鉄工所       | 1994年 7月27日  | 1995年 8月12日  | 1997年 4月19日  | メイポート海軍補給基地 |
| IA       | DDG-69  | ミリアス USS Milius                                           | インガルス造船所 | 1994年 8月8日   | 1995年 8月1日   | 1996年 11月23日 | 横須賀海軍施設         |
| IA       | DDG-70  | ホッパー USS Hopper                                           | バス鉄工所       | 1995年 2月23日  | 1996年 1月6日   | 1997年 9月6日   | パールハーバー海軍基地 |
| IA       | DDG-71  | ロス USS Ross                                                 | インガルス造船所 | 1995年 4月10日  | 1996年 3月22日  | 1997年 6月28日  | ノーフォーク海軍基地   |
| II       | DDG-72  | マハン USS Mahan                                              | バス鉄工所       | 1995年 8月17日  | 1996年 6月29日  | 1998年 2月14日  | ノーフォーク海軍基地   |
| II       | DDG-73  | ディケーター USS Decatur                                      | バス鉄工所       | 1996年 1月11日  | 1996年 11月10日 | 1998年 8月29日  | サンディエゴ海軍基地   |
| II       | DDG-74  | マクファール USS McFaul                                       | インガルス造船所 | 1996年 1月26日  | 1997年 1月18日  | 1998年 4月25日  | ノーフォーク海軍基地   |
| II       | DDG-75  | ドナルド・クック USS Donald Cook                              | バス鉄工所       | 1996年 7月9日   | 1997年 5月3日   | 1998年 12月4日  | メイポート海軍補給基地 |
| II       | DDG-76  | ヒギンズ USS Higgins                                          | バス鉄工所       | 1996年 11月14日 | 1997年 10月4日  | 1999年 4月24日  | 横須賀海軍施設         |
| II       | DDG-77  | オカーン USS O'Kane                                           | バス鉄工所       | 1997年 5月8日   | 1998年 3月28日  | 1999年 10月23日 | サンディエゴ海軍基地   |
| II       | DDG-78  | ポーター USS Porter                                           | インガルス造船所 | 1996年 12月2日  | 1997年 11月12日 | 1999年 3月20日  | ノーフォーク海軍基地   |
| IIA      | DDG-79  | オスカー・オースチン USS Oscar Austin                         | バス鉄工所       | 1997年 10月9日  | 1998年 11月7日  | 2000年 8月19日  | ノーフォーク海軍基地   |
| IIA      | DDG-80  | ルーズベルト USS Roosevelt                                    | インガルス造船所 | 1997年 12月15日 | 1999年 1月10日  | 2000年 10月14日 | ロタ海軍基地           |
| IIA      | DDG-81  | ウィンストン・S・チャーチル USS Winston S. Churchill          | バス鉄工所       | 1998年 5月7日   | 1999年 4月17日  | 2001年 3月10日  | メイポート海軍補給基地 |
| IIA      | DDG-82  | ラッセン USS Lassen                                           | インガルス造船所 | 1998年 8月24日  | 1999年 10月16日 | 2001年 4月21日  | メイポート海軍補給基地 |
| IIA      | DDG-83  | ハワード USS Howard                                           | バス鉄工所       | 1998年 12月9日  | 1999年 11月20日 | 2001年 10月20日 | 横須賀海軍施設         |
| IIA      | DDG-84  | バルクリー USS Bulkeley                                       | インガルス造船所 | 1999年 5月10日  | 2000年 6月21日  | 2001年 12月8日  | ロタ海軍基地           |
| IIA      | DDG-85  | マッキャンベル USS McCampbell                                 | バス鉄工所       | 1999年 7月15日  | 2000年 7月2日   | 2002年 8月17日  | 横須賀海軍施設         |
| IIA      | DDG-86  | シャウプ USS Shoup                                            | インガルス造船所 | 1999年 12月13日 | 2000年 11月22日 | 2002年 6月22日  | 横須賀海軍施設         |
| IIA      | DDG-87  | メイソン USS Mason                                            | バス鉄工所       | 2000年 1月19日  | 2001年 6月23日  | 2003年 4月12日  | ノーフォーク海軍基地   |
| IIA      | DDG-88  | プレブル USS Preble                                           | インガルス造船所 | 2000年 6月22日  | 2001年 6月1日   | 2002年 11月9日  | サンディエゴ海軍基地   |
| IIA      | DDG-89  | マスティン USS Mustin                                         | インガルス造船所 | 2001年 1月15日  | 2001年 12月12日 | 2003年 7月26日  | サンディエゴ海軍基地   |
| IIA      | DDG-90  | チェイフィー USS Chafee                                       | バス鉄工所       | 2001年 4月12日  | 2002年 11月2日  | 2003年 10月18日 | パールハーバー海軍基地 |
| IIA      | DDG-91  | ピンクニー USS Pinckney                                       | インガルス造船所 | 2001年 7月16日  | 2000年 6月26日  | 2004年 5月29日  | サンディエゴ海軍基地   |
| IIA      | DDG-92  | マンセン USS Momsen                                           | バス鉄工所       | 2001年 11月16日 | 2003年 7月19日  | 2004年 8月28日  | エバレット海軍基地     |
| IIA      | DDG-93  | チャン＝フー USS Chung-Hoon                                   | インガルス造船所 | 2002年 1月14日  | 2002年 12月15日 | 2004年 9月18日  | パールハーバー海軍基地 |
| IIA      | DDG-94  | ニッツェ USS Nitze                                            | バス鉄工所       | 2002年 9月20日  | 2004年 4月3日   | 2005年 3月5日   | ノーフォーク海軍基地   |
| IIA      | DDG-95  | ジェームス・E・ウィリアムズ USS James E. Williams             | インガルス造船所 | 2002年 7月15日  | 2003年 6月25日  | 2004年 12月11日 | ノーフォーク海軍基地   |
| IIA      | DDG-96  | ベインブリッジ USS Bainbridge                                 | バス鉄工所       | 2003年 5月7日   | 2004年 11月13日 | 2005年 11月12日 | ノーフォーク海軍基地   |
| IIA      | DDG-97  | ハルゼー USS Halsey                                           | インガルス造船所 | 2002年 1月13日  | 2004年 1月9日   | 2005年 7月30日  | サンディエゴ海軍基地   |
| IIA      | DDG-98  | フォレスト・シャーマン USS Forrest Sherman                    | インガルス造船所 | 2003年 8月7日   | 2004年 10月2日  | 2006年 1月28日  | ノーフォーク海軍基地   |
| IIA      | DDG-99  | ファラガット USS Farragut                                     | バス鉄工所       | 2004年 1月9日   | 2005年 7月23日  | 2006年 6月10日  | メイポート海軍補給基地 |
| IIA      | DDG-100 | キッド USS Kidd                                               | インガルス造船所 | 2004年 4月29日  | 2005年 1月22日  | 2007年 6月9日   | エバレット海軍基地     |
| IIA      | DDG-101 | グリッドレイ USS Gridley                                      | バス鉄工所       | 2004年 7月30日  | 2005年 12月28日 | 2007年 2月10日  | エバレット海軍基地     |
| IIA      | DDG-102 | サンプソン USS Sampson                                        | バス鉄工所       | 2005年 3月20日  | 2006年 9月16日  | 2007年 11月3日  | エバレット海軍基地     |
| IIA      | DDG-103 | トラクスタン USS Truxtun                                      | インガルス造船所 | 2005年 4月11日  | 2007年 7月2日   | 2009年 4月25日  | ノーフォーク海軍基地   |
| IIA      | DDG-104 | スタレット USS Sterett                                        | バス鉄工所       | 2005年 11月17日 | 2007年 5月19日  | 2008年 8月9日   | サンディエゴ海軍基地   |
| IIA      | DDG-105 | デューイ USS Dewey                                            | インガルス造船所 | 2006年 10月4日  | 2008年 1月26日  | 2010年 3月6日   | 横須賀海軍施設         |
| IIA      | DDG-106 | ストックデール USS Stockdale                                  | バス鉄工所       | 2006年 8月10日  | 2008年 5月10日  | 2009年 4月18日  | サンディエゴ海軍基地   |
| IIA      | DDG-107 | グレーヴリー USS Gravely                                      | インガルス造船所 | 2007年 11月26日 | 2009年 3月30日  | 2010年 11月20日 | ノーフォーク海軍基地   |
| IIA      | DDG-108 | ウェイン・E・マイヤー USS Wayne E. Meyer                      | バス鉄工所       | 2007年 5月17日  | 2008年 10月19日 | 2009年 10月10日 | パールハーバー海軍基地 |
| IIA      | DDG-109 | ジェイソン・ダンハム USS Jason Dunham                         | バス鉄工所       | 2008年 4月11日  | 2009年 8月1日   | 2010年 11月13日 | メイポート海軍補給基地 |
| IIA      | DDG-110 | ウィリアム・P・ローレンス USS William P. Lawrence             | インガルス造船所 | 2008年 9月16日  | 2009年 12月15日 | 2011年 6月4日   | パールハーバー海軍基地 |
| IIA      | DDG-111 | スプルーアンス USS Spruance                                   | バス鉄工所       | 2009年 5月14日  | 2010年 6月6日   | 2011年 10月1日  | サンディエゴ海軍基地   |
| IIA      | DDG-112 | マイケル・マーフィー USS Michael Murphy                       | バス鉄工所       | 2010年 6月18日  | 2011年 5月7日   | 2012年 10月6日  | パールハーバー海軍基地 |
| IIA      | DDG-113 | ジョン・フィン USS John Finn                                  | インガルス造船所 | 2013年 11月5日  | 2015年 3月28日  | 2017年 7月15日  | 横須賀海軍施設         |
| IIA      | DDG-114 | ラルフ・ジョンソン USS Ralph Johnson                          | インガルス造船所 | 2014年 9月12日  | 2015年 12月12日 | 2018年 3月24日  | 横須賀海軍施設         |
| IIA      | DDG-115 | ラファエル・ペラルタ USS Rafael Peralta                       | バス鉄工所       | 2014年 10月30日 | 2015年 11月1日  | 2017年 7月29日  | 横須賀海軍施設         |
| IIA      | DDG-116 | トーマス・ハドナー USS Thomas Hudner                          | バス鉄工所       | 2015年 11月16日 | 2017年 4月23日  | 2018年 12月1日  | メイポート海軍補給基地 |
| IIA      | DDG-117 | ポール・イグナティウス USS Paul Ignatius                      | インガルス造船所 | 2015年 10月20日 | 2016年 11月12日 | 2019年 7月27日  | ロタ海軍基地           |
| IIA      | DDG-118 | ダニエル・イノウエ USS Daniel Inouye                          | バス鉄工所       | 2018年 5月14日  | 2019年 10月27日 | 2021年 12月8日  | パールハーバー海軍基地 |
| IIA      | DDG-119 | デルバート・D・ブラック USS Delbert D. Black                  | インガルス造船所 | 2016年 6月1日   | 2017年 9月8日   | 2020年 9月26日  | メイポート海軍補給基地 |
| IIA      | DDG-120 | カール・M・レヴィン USS Carl M. Levin                         | バス鉄工所       | 2019年 2月1日   | 2021年 5月16日  | 2023年 6月24日  | パールハーバー海軍基地 |
| IIA      | DDG-121 | フランク・E・ピーターセン・ジュニア USS Frank E. Petersen Jr. | インガルス造船所 | 2017年 2月21日  | 2018年 7月13日  | 2022年 5月14日  | パールハーバー海軍基地 |
| IIA      | DDG-122 | ジョン・バジロン USS John Basilone                            | バス鉄工所       | 2020年 1月10日  | 2022年 6月12日  | 2024年 11月9日  | メイポート海軍補給基地 |
| IIA      | DDG-123 | レナ・サトクリフ・ヒグビー USS Lenah Sutcliffe Higbee         | インガルス造船所 | 2017年 11月24日 | 2020年 1月27日  | 2023年 5月13日  | サンディエゴ海軍基地   |
| IIA      | DDG-124 | ハーヴェイ・C・バーナム・ジュニア USS Harvey C. Barnum Jr.    | バス鉄工所       | 2021年 4月6日   | 2023年 10月3日  | 2025年 5月予定  | メイポート海軍補給基地 |
| III      | DDG-125 | ジャック・H・ルーカス USS Jack H. Lucas                       | インガルス造船所 | 2019年 11月8日  | 2021年 6月4日   | 2023年 10月7日  | サンディエゴ海軍基地   |
| III      | DDG-126 | ルイス・H・ウィルソン・ジュニア USS Louis H. Wilson Jr.       | バス鉄工所       | 2023年 5月16日  |                 |                 |                        |
| IIA      | DDG-127 | パトリック・ギャラガー USS Patrick Gallagher                  | バス鉄工所       | 2022年 3月30日  | 2024年 10月15日 |                 | ノーフォーク海軍基地   |
| III      | DDG-128 | テッド・スティーブンス USS Ted Stevens                        | インガルス造船所 | 2022年 3月9日   | 2023年 8月15日  |                 |                        |
| III      | DDG-129 | ジェレマイア・デントン USS Jeremiah Denton                    | インガルス造船所 | 2022年 8月16日  | 2025年 3月25日  |                 |                        |
| III      | DDG-130 | ウィリアム・シャレット USS William Charette                   | バス鉄工所       | 2024年 8月29日  |                 |                 |                        |
| III      | DDG-131 | ジョージ・M・ニール USS George M. Neal                        | インガルス造船所 | 2023年 12月15日 |                 |                 |                        |
| III      | DDG-132 | クエンティン・ウォルシュ USS Quentin Walsh                    | バス鉄工所       | 2025年 5月20日  |                 |                 |                        |
| III      | DDG-133 | サム・ナン USS Sam Nunn                                       | インガルス造船所 | 2024年 11月22日 |                 |                 |                        |
| III      | DDG-134 | ジョン・E・キルマー USS John E. Kilmer                        | バス鉄工所       |                 |                 |                 |                        |
| III      | DDG-135 | サド・コクラン USS Thad Cochran                               | インガルス造船所 |                 |                 |                 |                        |
| III      | DDG-136 | リチャード・G・ルーガー USS Richard G. Lugar                  | バス鉄工所       |                 |                 |                 |                        |
| III      | DDG-137 | ジョン・F・レーマン USS John F. Lehman                        | インガルス造船所 |                 |                 |                 |                        |
| III      | DDG-138 | J・ウィリアム・ミッデンドルフ USS J. William Middendorf       | バス鉄工所       |                 |                 |                 |                        |
| III      | DDG-139 | テレスフォロ・トリニダード USS Telesforo Trinidad             | インガルス造船所 |                 |                 |                 |                        |
| III      | DDG-140 | トーマス・G・ケリー USS Thomas G. Kelley                      | バス鉄工所       |                 |                 |                 |                        |
| III      | DDG-141 | アーネスト・E・エヴァンス USS Ernest E. Evans                 | インガルス造船所 |                 |                 |                 |                        |
| III      | DDG-142 | チャールズ・J・フレンチ USS Charles J. French                 | インガルス造船所 |                 |                 |                 |                        |
| III      | DDG-143 | リチャード・J・ダンジグ USS Richard J. Danzig                 | インガルス造船所 |                 |                 |                 |                        |
| III      | DDG-144 | マイケル・G・マレン USS Michael G. Mullen                     | バス鉄工所       |                 |                 |                 |                        |
| III      | DDG-145 | イントレピッド USS Intrepid                                   | インガルス造船所 |                 |                 |                 |                        |
| III      | DDG-146 | ロバート・ケリー USS Robert Kerrey                            | インガルス造船所 |                 |                 |                 |                        |
| III      | DDG-147 | レイ・マブス USS Ray Mabus                                    | インガルス造船所 |                 |                 |                 |                        |
| III      | DDG-148 | カイル・カーペンター USS Kyle Carpenter                       | バス鉄工所       |                 |                 |                 |                        |
| III      | DDG-149 | ロバート・R・イングラム USS Robert R. Ingram                  | インガルス造船所 |                 |                 |                 |                        |

さらにFY2023～2027の5年間で年2隻、合計10隻のフライトⅢ調達を計画中。

### 近代化改修
上記のように、2012年度より着手されたイージス近代化改修（AMOD）によって、既存の全ての艦のシステムがベースライン9Cにアップデートされる予定とされた。
その後、フライトI 21隻とフライトII 7隻に対してはシステムの近代化は行わず、船体強度の補強や推進機関や電機関連の補修によって、耐用年数を35年から45年に延長するに留めるように計画が変更されたが、2020年に海軍が上院軍事委員会に提出した報告書では、これも費用対効果の見地からキャンセルする可能性に言及した。議会の承認が必要なため、まだ確定してはいないものの、仮に確定した場合、2026年から2034年までに27隻のフライトIおよびIIは全て退役してしまい、今後5年間、高価な原子力弾道ミサイル潜水艦のコロンビア級の建造費捻出のためフライトIIIを含む他の艦艇調達数を21隻から11隻に削減するという発表も相まって弾道ミサイル迎撃能力を持つ駆逐艦戦力の大幅な減少を意味するという。
米海軍はSPY-6へのアップグレードを実施する艦を発表した。DDG-91ピンクニー、DDG-93チャン･フー、DDG-95ジェームス･E･ウィリアムズ、DDG-97ハルゼーが改修される。変更箇所はAN/SPY-6(V)4、ベースライン10、AN/ALQ-32(V)7 SEWIP BlockIII、冷却システムの追加とされている。

### 後継艦
上記のように、本級の建造は2005年度で一度中断し、以後はズムウォルト級に移行していく計画であったが、その建造数削減に伴って2010年度よりフライトIIAの建造が再開され、2016年度からはCG(X)の代替も兼ねてフライトIIIの建造が開始された。
2020年、海軍作戦部長（マイケル・ギルデイ大将）は、海軍は駆逐艦にもっと多くのミサイルを搭載する事を望んでいるが、本級には追加を受け入れるだけの余裕が無いため、将来的には新しい船体、すなわち新設計の駆逐艦を採用することになるであろうと述べた。大きさについては「ズムウォルト級よりも小さい」とされ、また同級の開発失敗を踏まえて、新設計の駆逐艦はひとまず既存の技術だけで構成し、時間をかけて能力のアップグレードや新機能を追加していく手法を採用するとしている。
2021年6月4日、海軍の海洋システムズ・コマンドで水上艦を担当する艦船計画執行室（PEO Ships）の下に、本艦級とタイコンデロガ級巡洋艦の後継となる次世代水上戦闘艦DDG(X)を担当する部門として、PMS 460（Guided-Missile Destroyer (DDG (X)) Program Office）が発足した。2022年までに予備設計をまとめ、2028会計年度から建造を開始する予定である。